# Championnat de Guinée-Bissau de football 1981-1982
Navigation
Édition précédente Édition suivante
La saison 1981-1982 du Championnat de Guinée-Bissau de football est la huitième édition de la Primeira Divisião, le championnat de première division en Guinée-Bissau. Seize équipes se retrouvent au sein d'une poule unique où elles s'affrontent à deux reprises.
C'est le club de Sport Bissau e Benfica, triple tenant du titre, qui est à nouveau sacré cette saison après avoir terminée en tête du classement final, avec un seul point d'avance sur l'UDI Bissau et cinq sur le Sporting Clube de Bissau. Il s'agit du quatrième titre de champion de Guinée-Bissau de l'histoire du club, qui manque le doublé en s'inclinant en finale de la Coupe de Guinée-Bissau face à l'Ajuda Sport de Bissau.
Du fait de l'absence de championnat de seconde division la saison dernière et cette saison, il y a non plus douze mais seize participants, puisque les 2 clubs relégués en fin de saison dernière sont réintégrés (Futebol Clube de Quinara et Desportivo Recreativo Cultural de Farim) ainsi que les 2 clubs relégués en fin de saison 1979-1980 (Sporting Clube de Bafatá et l'Atlético Clube de Bissorã).

## Les clubs participants
- Sporting Clube de Bissau
- UDI Bissau
- Sport Bissau e Benfica
- Ténis Clube de Bissau
- Desportivo de Gabú
- Clube de Futebol "Os Balantas"
- Ajuda Sport de Bissau
- Estrela Negra de Bolama
- Desportivo Recreativo Cultural de Farim
- Bula Futebol Clube
- Futebol Clube de Cantchungo
- Futebol Clube de Tombali
- Estrela Negra de Bissau
- Futebol Clube de Quinara
- Atlético Clube de Bissorã
- Sporting Clube de Bafatá

## Compétition

### Classement
Le classement est établi sur le barème de points suivant : victoire à 2 points, match nul à 1, défaite à 0.
| Rang | Équipe                                  | Pts | J  | G  | N  | P  | Bp | Bc | Diff |
| ---- | --------------------------------------- | --- | -- | -- | -- | -- | -- | -- | ---- |
| 1    | Sport Bissau e BenficaT                 | 48  | 30 | 21 | 6  | 3  | 71 | 32 | +39  |
| 2    | UDI Bissau                              | 47  | 30 | 19 | 9  | 2  | 60 | 19 | +41  |
| 3    | Sporting Clube de Bissau                | 43  | 30 | 17 | 9  | 4  | 64 | 32 | +32  |
| 4    | Sporting Clube de Bafatá                | 42  | 30 | 18 | 6  | 6  | 63 | 28 | +35  |
| 5    | Ajuda Sport de BissauC                  | 38  | 29 | 15 | 8  | 6  | 47 | 33 | +14  |
| 6    | Estrela Negra de Bissau                 | 37  | 30 | 14 | 9  | 7  | 44 | 29 | +15  |
| 7    | Ténis Clube de Bissau                   | 28  | 30 | 9  | 10 | 11 | 38 | 39 | -1   |
| 8    | Bula Futebol Clube                      | 26  | 30 | 11 | 4  | 15 | 35 | 41 | -6   |
| 9    | Desportivo Recreativo Cultural de Farim | 25  | 30 | 9  | 7  | 14 | 29 | 43 | -14  |
| 10   | Clube de Futebol "Os Balantas"          | 24  | 30 | 9  | 6  | 15 | 33 | 49 | -16  |
| 11   | Desportivo de Gabú                      | 23  | 30 | 7  | 9  | 13 | 47 | 47 | 0    |
| 12   | Futebol Clube de Cantchungo             | 23  | 30 | 10 | 3  | 17 | 33 | 47 | -14  |
| 13   | Futebol Clube de Quinara                | 23  | 30 | 9  | 5  | 16 | 39 | 64 | -25  |
| 14   | Futebol Clube de Tombali                | 20  | 30 | 8  | 4  | 18 | 29 | 59 | -30  |
| 15   | Estrela Negra de Bolama                 | 16  | 30 | 5  | 6  | 19 | 31 | 63 | -32  |
| 16   | Atlético Clube de Bissorã               | 13  | 30 | 5  | 3  | 22 | 25 | 69 | -44  |

|  | Qualification pour la Coupe des clubs champions africains 1983 |
|  | Qualification pour la Coupe des Coupes 1983                    |
|  | Qualification pour la Coupe de l'UFOA 1983                     |
|  | T : Tenant du titre C : Vainqueur de la Coupe de Guinée-Bissau |

## Bilan de la saison
| Championnat de Guinée-Bissau de football 1981-1982 |                                   |
| Champion                                           | Sport Bissau e Benfica (5e titre) |
| Coupes et trophées                                 |                                   |
| Vainqueur de la Coupe de Guinée-Bissau 1981-1982   | Ajuda Sport de Bissau             |
| Qualifications continentales                       |                                   |
| Coupe des clubs champions africains 1983           | Sport Bissau e Benfica            |
| Coupe des Coupes 1983                              | Ajuda Sport de Bissau             |
| Coupe de l'UFOA 1983                               | UDI Bissau                        |
| Promotions et relégations                          |                                   |
| Promus en Primeira Divisião                        | Aucun                             |
| Relégués en Segunda Divisião                       | Aucun                             |